# РПФ-55
РПФ-55 (рус. Ручной Подводный Фонарь) — советский подводный фонарь, разработанный для создания местного освещения под водой на глубинах до 30 метров; относится к автономным светильникам закрытого типа.

## Конструкция
В латунном корпусе фонаря расположена лампочка накаливания МН-3 (2,5 вольта, 0,14 ампера), отражатель (рефлектор) и два сухих гальванических элемента типа «Сатурн». Корпус рефлектора прикрыт защитным стеклом, которое установлено с помощью защитной обоймы и двух прокладок — эбонитовой и резиновой. Стекло фонаря предусматривает крепление съёмной насадки с цветными светофильтрами для световой сигнализации. На нижней части корпуса имеется кольцо для закрепления на поясе подводника. Выключатель кнопочного типа установлен на корпусе рефлектора, его положение можно фиксировать предохранительной гайкой.
- Масса — 0,8 кг[1]
- Время непрерывной работы — не менее часа[2]